# Dębina, Słupsk County
Dębina [dɛmˈbina] (Đức Schönwalde) là một ngôi làng ở quận hành chính của Gmina Ustka, trong Słupski, Pomorskie, ở miền bắc Ba Lan. Nó nằm khoảng 13 kilômét (8 mi)   phía đông bắc của Ustka, 19 km (12 mi) phía bắc Słupsk và 109 km (68 mi) phía tây thủ đô khu vực Gdańsk.
Trước năm 1945, khu vực này là một phần của Đức. Đối với lịch sử của khu vực, xem Lịch sử của Pomerania.
Làng có dân số 112.